# Gonna Gonna Go!
"Gonna Gonna Go!" (ガナガナGO!, Gana Gana Go!) é uma canção do girl group sul-coreano Rainbow. Este é o terceiro single em japonês do grupo e o primeiro a não ser regravado a partir do coreano. O single foi lançado em 14 de março de 2012 em 4 edições diferentes: 3 edições limitadas (CD+DVD, CD e um livro de fotos de 28 páginas e edição regular com uma faixa bôbus) e uma edição regular.

## Antecedentes
O single foi anunciado pela primeira vez através da Amazon Japan em 12 de fevereiro e, em seguida, anunciado oficialmente por sua gravadora coreana, a DSP Media, em 15 de fevereiro. O grupo fez um evento para comemorar o lançamento do single. O evento foi realizado em Tóquio em 17 de março e em Osaka em 18 de março.
A edição limitada da edição regular vem com a canção "Hoi Hoi", lançada pela sub-unidade Rainbow Pixie, que é composta pelas integrantes SeungAh, Jisook e HyunYoung. A canção já havia sido lançada na Coreia do Sul como single digital.

## Composição
"Gonna Gonna Go!" foi produzida por Han Sang Won, o mesmo produtor da canção "Not Your Girl", incluída como B-side no single "Mach", bem como a versão coreana, incluída em seu EP de estreia "Gossip Girl".

## Videoclipe
Um teaser do vídeo foi apresentado pela primeira vez no programa de TV ZIP! em 24 de fevereiro e posteriormente revelado no YouTube, no canal de sua gravadora japonesa, Universal Sigma, no mesmo dia. A prévia do videoclipe foi revelada junto com o anúncio da estreia de seu álbum em japonês Over the Rainbow. O vídeo musical completo estreou na emissora de TV Space Shower TV em 27 de fevereiro.

## Apresentações ao vivo
A primeira apresentação ao vivo na TV da canção foi no show Melodix! da TV Tokyo em 24 de março. O grupo também se apresentou no Happy Music da NTV em 6 de abril.

## Lista de faixas
| Single em japonês: |                                                                                       |                                                          |                        |         |  |
| N.º                | Título                                                                                | Letras                                                   | Música                 | Duração |  |
| 1.                 | "Gonna Gonna Go!" (erro em {{japonês}}: Texto em japonês ou romaji necessário (ajuda) | Han Sang Won, Kaori Moriwaka, NICE73 (somente rap)       | Han Sang Won           | 3:54    |  |
| 2.                 | "Hello"                                                                               | Lae Joo-Hyoung, G-High, Mai Watarai, Emyli (somente rap) | Lae Joo-Hyoung, G-High | 3:16    |  |
| 3.                 | "Gonna Gonna Go!" (Instrumental)                                                      |                                                          | Han Sang Won           | 3:51    |  |
| Duração total:     | Duração total:                                                                        | Duração total:                                           | Duração total:         | 11:01   |  |

| Tipo C - Faixa bônus: |                                        |                |                          |         |  |
| N.º                   | Título                                 | Letras         | Música                   | Duração |  |
| 4.                    | "Hoi Hoi" (호이 호이) (Rainbow Pixie)) | Haylie         | Park Se Hyun, Blacc Hole | 3:18    |  |
| Duração total:        | Duração total:                         | Duração total: | Duração total:           | 14:20   |  |

| DVD (Edição limitada - Tipo A): |                                                  |         |  |
| N.º                             | Título                                           | Duração |  |
| 1.                              | "Gonna Gonna Go!" (Videoclipe)                   |         |  |
| 2.                              | "Gonna Gonna Go!" (Videoclipe - Versão de dança) |         |  |
| 3.                              | "Gonna Gonna Go!" (Videoclipe - Making-of)       |         |  |

## Desempenho nas paradas

### Oricon
| Lançamento          | Parada da Oricon      | Melhor posição | Vendas de estreia | Vendas totais | Tempo na parada |
| ------------------- | --------------------- | -------------- | ----------------- | ------------- | --------------- |
| 14 de março de 2012 | Daily Singles Chart   | 6              | 13.587            | 16.858        | 5 semanas       |
| 14 de março de 2012 | Weekly Singles Chart  | 7              | 13.587            | 16.858        | 5 semanas       |
| 14 de março de 2012 | Monthly Singles Chart | 41             | 13.587            | 16.858        | 5 semanas       |

### Outras paradas
| Parada                                  | Melhor posição |
| --------------------------------------- | -------------- |
| Billboard Japan Hot 100                 | 23             |
| Billboard Japan Hot Singles Sales       | 6              |
| Billboard Japan Hot Top Airplay         | 73             |
| RIAJ Digital Track Chart weekly top 100 | 86             |

## Histórico de lançamento
| País  | Data                | Formato                     | Gravadora       |
| ----- | ------------------- | --------------------------- | --------------- |
| Japão | 7 de março de 2012  | Ringtone                    | Universal Sigma |
| Japão | 14 de março de 2012 | CD single, download digital | Universal Sigma |